# B-клеточный рецептор

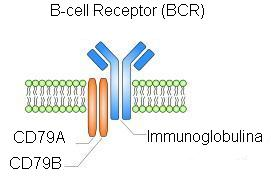
Структура В-клеточного рецептора. Синим показана мембранная форма антитела, красным — гетеродимер CD79a/CD79b

B-клеточный рецептор, или B-клеточный рецептор антигена (англ. B-cell antigen receptor, BCR) — мембранный рецептор В-клеток, специфично узнающий антиген. Фактически В-клеточный рецептор представляет собой мембранную форму антител (иммуноглобулинов), синтезируемых данным В-лимфоцитом, и имеет ту же субстратную специфичность, что и секретируемые антитела. Этот рецептор, как и антитела, может существовать в нескольких формах в зависимости от того, к какому классу принадлежат его тяжёлые цепи. С В-клеточного рецептора начинается цепь передачи сигнала внутрь клетки, которая в зависимости от условий может приводить к активации, пролиферации, дифференцировке или апоптозу В-лимфоцитов. Сигналы, поступающие (или не поступающие) от B-клеточного рецептора и его незрелой формы (пре-В-клеточного рецептора), оказываются критическими в созревании В-лимфоцитов и в формировании репертуара антител организма.
Помимо мембранной формы антитела, в состав B-клеточного рецепторного комплекса входит вспомогательный белковый гетеродимер Igα/Igβ (CD79a/CD79b), который строго необходим для функционирования рецептора. Передача сигнала от рецептора проходит при участии таких молекул, как Lyn, SYK, Btk, PI3K, PLCγ2 и других.
Известно, что В-клеточный рецептор играет особую роль в развитии и поддержании злокачественных В-клеточных заболеваний крови. В связи с этим большое распространение получила идея применения ингибиторов передачи сигнала от этого рецептора для лечения данных заболеваний. Несколько таких препаратов показали себя эффективными и сейчас проходят клинические испытания.

## Передача сигнала

### Сигнальный каскад
Передача сигнала от B-клеточного рецептора начинается с узнавания рецептором антигена и агрегации нескольких рецепторов. Ответ клетки на такое узнавание зависит от класса тяжёлой цепи рецептора. В случае В-клеточного рецептора, содержащего тяжёлые цепи класса M (такие рецепторы характерны для наивных B-лимфоцитов), после связывания антигена киназы семейства Src (Lyn, Fyn и Blk) фосфорилируют особые остатки тирозина в цитоплазматических доменах CD79a и CD79b (мотивы ITAM). Белки, содержащие SH2-домены, связываются с фосфорилированными ITAM-мотивами, после чего могут быть активированы. Например, киназа SYK привлекается в мембрану за счёт связывания с фосфотирозином и активируется киназами Src-семейства. SYK инициирует сборку сигнального комплекса, включающего белки CIN85, BLNK, тирозинкиназу Брутона (BTK) и фосфолипазу Cγ2 (PLCγ2). BTK фосфорилирует и активирует PLCγ2, которая, в свою очередь, гидролизует фосфатидилинозитол-4,5-бисфосфат до диацилглицерола и инозитолтрифосфата, что приводит к высвобождению внутриклеточных запасов ионов кальция.
После активации B-клеточного рецептора трансмембранный ко-рецептор CD19 также фосфорилируется тирозинкиназой Lyn и привлекает фосфатидилинозитол-3-киназу в рецепторный комплекс. Эта киназа фосфорилирует фосфатидилинозитол-4,5-бисфосфат во внутреннем листке клеточной мембраны с образованием фосфатидилинозитол-3,4,5-трифосфата, с которым связываются белки, содержащие PH-домен, такие как BTK и Akt. В результате передачи сигнала от B-клеточного рецептора активируются сигнальные пути PI3K, Ras, MAPK, NFAT и NF-κB.

### Интернализация рецептора
Через несколько десятков секунд после связывания антигена В-клеточный рецептор интернализуется в составе сначала ранних, а затем поздних эндосом. Ранее считалось, что эндоцитоз рецептора приводит к прекращению передачи сигнала от него. Однако исследование 2011 года показало, что рецептор остаётся активным и в эндосомах, и, более того, именно благодаря интернализации достигается его оптимальная функциональная активность. По мнению авторов, В-клеточный рецептор оказывается в разном молекулярном микроокружении в клеточной мембране и эндосомах, и это обеспечивает ещё один уровень контроля за передачей сигнала от него.

### Активная и тоническая передача сигнала
Описанный выше сценарий называют «активной» передачей сигнала. Сигнальный каскад В-клеточного рецептора включается в полную силу после того, как наивный B-лимфоцит сталкивается со своим антигеном. В конечном итоге это приводит к пролиферации и созреванию В-лимфоцита в герминативном центре. При активной передаче сигнала в конечном итоге активируется NF-κB. В зрелых В-лимфоцитах передача сигнала от B-клеточного рецептора, хоть и не такая активная, происходит постоянно и необходима для их выживания. Это называется «тонической» передачей сигнала. Предполагают, что тоническая активация сигнального каскада может быть независимой от присутствия антигена. В тонической передаче сигнала большую роль играет PI3K-сигнальный путь и меньшую — NF-κB.

## Роль в развитии заболеваний

### Лимфомы
Клетки большинства B-клеточных лимфом сохраняют В-клеточные рецепторы на своей поверхности. При этом многие из них синтезируют рецептор класса M, хотя клетки-предшественники этих лимфом (активированные B-лимфоциты) в норме синтезируют рецепторы класса G. Жизнеспособность таких опухолей, как правило, сильно зависит от активности рецептора, и они оказываются чувствительными к ингибиторам передачи сигнала по этому пути. При этом злокачественные клетки могут полагаться как на так называемую «хроническую активную» передачу сигнала, так и на тоническую. Так, например, в клетках диффузной крупноклеточной B-клеточной лимфомы подтипа ABC (англ. activated B cell-like) постоянно происходит активная передача сигнала от В-клеточного рецептора класса M: опухоль очень чувствительна к потере активности практически любого компонента сигнального каскада (IgH, Igκ, CD79a, CD79b, SYK, BLNK, BTK, PLCγ2, PI3Kδ, PKCβ, CARD11, NF-κB, CBM), а также к его ингибиторам, например, ингибитору тирозинкиназы Брутона, ибрутинибу. С другой стороны, лимфома Бёркитта характеризуется тонической передачей сигнала от В-клеточного рецептора: эти клетки чувствительны к потере CD79a/CD79b и SYK, но не CARD11 и BTK и сильнее зависят от PI3K-сигнального пути.